# Hua Xia Bank
La Hua Xia Bank ou HXB (chinois simplifié : 华夏银行 ; chinois traditionnel : 華夏銀行 ; pinyin : Huáxià yínháng,  litt. « Banque chinoise » ou « Banque chinoise de la dynastie Xia »), créée en 1992, est une importante banque de Chine.

## Historique
La Hua Xia Bank a été créée en octobre 1992 à la suite des réformes économiques initiées par Deng Xiaoping. Elle est alors une filiale du groupe bancaire Shougang Group.
En 2000, la banque chinoise propose une carte de crédit spécifiquement conçue pour les femmes, un programme pilote qui a été généralisé sur tout le territoire en 2002 à la suite de son succès.
En septembre 2003, la banque fait son entrée sur la bourse de Shanghai (600015). Dès novembre 2003, Standard & Poor's ajoute 8 banques chinoises à ses notations, dont Hua Xia.
Son investisseur stratégique[Quoi ?] est la Deutsche Bank. En mai 2006, la Deutsche Bank achète 416 millions de parts de la banque chinoise, soit 9,9 %, un achat opéré par Deutsche Bank AG et Deutsche Bank Luxembourg SA. En mars 2008, la banque allemande fait passer sa participation dans HuaXia Bank à 13,7%. En mars 2010, la Deutsche Bank rachète 3,43 % des parts de Hua Xia Bank à la banque luxembourgeoise Sal Oppenheim Jr & Cie, atteignant ainsi les 17,12 %, ce qui en fait le premier actionnaire de la banque chinoise. En mai 2010, la Deutsche Bank annonce une nouvelle augmentation de participation, passant de 17,2 % à 19,99 % pour un investissement de 636 millions d'euros. La Deutsche Bank atteint alors la participation maximum autorisé par les organismes de régulation bancaire chinois.
En 2012, des dizaines de clients de la banque se retrouvent les victimes d'un système de Ponzi maquillé derrière une solution de gestion de fortune (wealth management product), trompés par l'un des employés de la banques, une perte qui avoisine les 500 millions de yen. En 2013, la banque a essuyé sa dette liées à cette perte de manière inexpliquée.
En 2012, la banque se classe 97e du top 1000 établi par The Banker.
En janvier 2014, le groupe immobilier Evergrande investit 3,3 milliards de yuan pour une prise de participation de 4,5 % dans la Hua Xia Bank. Cet investissement permettrait au groupe immobilier de diversifier ses actifs, ainsi que d'offrir des offres financières plus intéressantes à ses clients. En mars 2014, Evergrande fait monter cette participation à 5%.
En juin 2014, les profits semi-annuels de la banque augmentent de 18,8 %, pour un total de 8,7 milliards de yen. En décembre 2015, Deutsche Bank vend sa participation de 20 % dans Hua Xia Bank pour 4 milliards de dollars.

## Direction
- Dahzi Fan : PDG
- Yongguang Ren : vice-président
- Yaoting Wang : vice-président
- Xiang Li : vice-président
- Jinlao Huang : vice-président

## Organisation
La banque possède sa propre tour, la Huaxia Bank Tower, située au 256 Pudong Nan Road à Shanghai. La tour fait 39 étages, sa construction a été achevée en 1998, et sa superficie totale est de 49,650 m2.